# Robert Brown (botanico 1842)
Robert Brown (Camster, 23 marzo 1842 – Londra, 26 ottobre 1895) è stato uno scienziato, esploratore e scrittore scozzese.

## Biografia
Brown nacque a Camster, nella contea di Caithness, in Scozia e studiò nelle Università di Edimburgo, Leida, Copenaghen e Rostock.
Prese l'abitudine di riferirsi alla sua città natale, indicata anche come Campster, definendosi "Campsterianus", per distinguersi dal suo famoso contemporaneo con lo stesso nome: Robert Brown di Montrose.
Visitò le Isole Svalbard, la Groenlandia e la costa occidentale della Baia di Baffin pur essendo ancora uno studente universitario, e successivamente proseguì le indagini scientifiche tra le isole del Pacifico e tra le coste del Venezuela, dell'Alaska e sul Mare di Bering, conducendo inoltre una spedizione per tracciare una mappa della parte interna dell'Isola di Vancouver e scrivendo molto sulla fauna e sulla flora di questi luoghi.

## Esplorazioni e viaggi
Brown giunse a Fort Victoria all'inizio del 1863 per esplorare la Colonia dell'isola di Vancouver. Successivamente, nello stesso anno, egli esplorò da Barkley Sound a Kyuquot. L'anno seguente accettò la conduzione della spedizione esplorativa dell'Isola di Vancouver, un viaggio avventuroso che coprì circa 2000 km in quattro mesi e mezzo. Durante questa spedizione venne dato nome a molti fiumi, laghi e montagne dell'Isola di Vancouver. I membri della spedizione, che includevano Frederick Whymper come artista, insistettero affinché Browns River fosse intitolato a lui. Essi trovarono l’oro al fiume Leech, provocando molta eccitazione nei contemporanei, ma i risultati furono limitati a 60 000 dollari. Brown attribuì invece maggiore importanza alla scoperta del carbone nella Comox Valley. Egli trovò molto interessanti le lingue chinook.
Con Edward Whymper, fratello di Frederick, tentò di penetrare nei ghiacciai interni della Groenlandia nel 1867 e realizzò numerose scoperte riguardanti la loro natura, che vennero confermate successivamente da Robert Peary. Viaggiò negli Stati barbareschi del Nordafrica e divenne la principale autorità britannica in Marocco quasi per caso, essendo andato lì per una vacanza ma essendosi trovato incapace di godere dell'ozio.

## Opere e scritti
Prima di avere compiuto 30 anni Brown aveva già scritto più di 30 articoli accademici ed un libro di testo avanzato sulla botanica, oltre a dei lavori più divulgativi. Scrisse dei suoi viaggi all'Isola di Vancouver e, per questo, ottenne un dottorato dall'Università di Rostock nel 1869.
Fu un docente di geologia, botanica e zoologia a Edimburgo e a Glasgow e fu un membro di molte società accademiche in Inghilterra, Stati Uniti e altre nazioni europee. Fu presidente della Royal Physical Society of Edinburgh e membro del consiglio della Royal Geographical Society.
Brown si trasferì a Londra nel 1876 e trascorse il resto della sua vita scrivendo, e guadagnandosi da vivere come giornalista. Oltre che di botanica, egli scrisse anche, prolificamente, di zoologia, geologia e geografia, sia per il pubblico colto che per quello popolare. Un esempio di questa capacità di scrivere sia per un pubblico generico che per gli specialisti è l'ampio commento con cui contribuì a una ristampa del 1896 della narrativa schiavista del 1807 di John R. Jewitt, in cui Brown riflette sui cambiamenti nelle vite dei popoli indigeni della costa nord-occidentale del Pacifico, dai tempi dei primi esploratori europei alla fine del diciottesimo secolo, al dominio di Maquinna e la prigionia di Jewitt, alle sue esplorazioni nel 1863, quando le guerre intertribali erano ancora all'ordine del giorno, fino alla situazione verso la metà degli anni 1890, quando molte delle nazioni indigene erano sull'orlo dell'estinzione.
Secondo l'Oxford English Dictionary, il libro del 1886 di Brown Spunyarn and Spindrift, A sailor boy’s log of a voyage out and home in a China tea-clipper contiene il primo utilizzo conosciuto in stampa di Gadget.
Brown era stato un giovane forte, fiducioso e amante del divertimento, ma lavorò troppo duramente ed era, allo stesso tempo, incapace di rilassarsi e stanco della vita che conduceva a Londra. Si logorò per il fatto che il suo miglior lavoro non venisse riconosciuto, e morì il 26 ottobre 1895, a soli 53 anni, mentre scriveva, anche la notte della sua morte. Fu sepolto nel cimitero di West Norwood.

## Pubblicazioni
Oltre a molti articoli scientifici e recensioni in varie lingue, le sue pubblicazioni includono: 
- Manual of Botany (1874)
- Science for All (five volumes, 1877–82)
- The World Its Cities And Peoples (volumes IV-IX, 1882–85)
- Spunyarn and spindrift: a sailor boy's log of a voyage out and home in a china tea-clipper (1886)[9]
- The Story of Africa and Its Explorers (four volumes, 1892–95;  nuova edizione, 1911)
- The adventures of John Jewitt : only survivor of the crew of the ship Boston during a captivity of nearly three years among the Indians of Nootka Sound in Vancouver Island (1896) ristampa con note e introduzione di 30 pagine di Robert Brown su Internet Archive.

| R.Br.ter è l'abbreviazione standard utilizzata per le piante descritte da Robert Brown. Consulta l'elenco delle piante assegnate a questo autore dall'IPNI. |